# Giovanni Stanchi Dei Fiori
Giovanni Stanchi, detto Dei Fiori (Roma, 1608 – 1675 circa), è stato un pittore italiano.

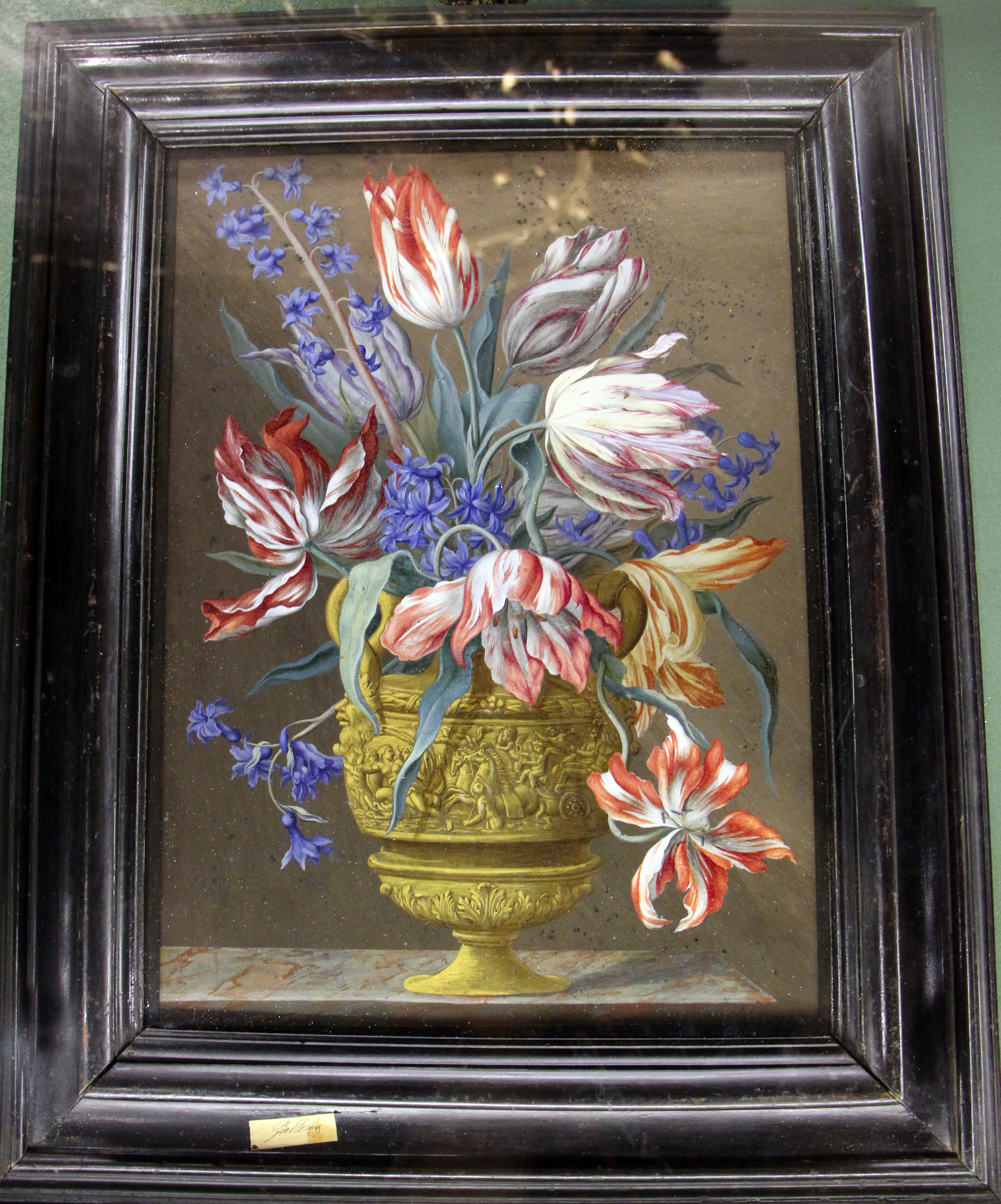
Tulipani e giacinti in vaso metallico istoriato con trionfo di Nettuno anfitrite, Villa medicea di Poggio a Caiano

Autore di nature morte, sono notevoli i suoi quadri di fiori. È presente in moltissimi cataloghi d'arte e aste antiquarie. Un suo dipinto (Ghirlanda di fiori e farfalle) è esposto alla Galleria degli Uffizi di Firenze.

## Biografia
Poco sappiamo ancora sia su Giovanni Stanchi, sia sul resto della sua prolifica famiglia di naturamortisti, che lavora a Roma per quasi tutto il Seicento, e ancor meno sappiamo su come si articolassero la loro bottega e le loro collaborazioni (assai serrate almeno dal quinto decennio del Seicento, non solo nelle tele più grandi ed impegnative), tant'è vero che alcuni studiosi preferiscono non avventurarsi nella distinzione delle singole mani.
In ogni caso è verosimile che Giovanni, nato parecchi anni prima dei fratelli Niccolò e Angelo, sia uno degli artisti che segna il passaggio dal naturalismo caravaggesco alla più matura fase del decorativismo barocco. Anzi, è possibile che egli – insieme a Michelangelo Cerquozzi, con cui presenta parecchie affinità - si formi nella bottega di Agostino Verrocchio, forse la più importante di Roma nel terzo/quarto decennio del Seicento e ultima depositaria del naturalismo di inizio secolo, come ha ipotizzato lo storico dell'arte Alberto Cottino.